# Nam Trung, Nam Sách
Nam Trung là một xã thuộc huyện Nam Sách, tỉnh Hải Dương, Việt Nam.

## Địa lý
Xã Nam Trung có diện tích 3,95 km², dân số năm 2015 là 5.969 người, mật độ dân số đạt 1.511 người/km².

## Hành chính
Xã Nam Trung được chia thành 3 thôn: Thụy Trà, Mạn Thạch Đê, Thượng Dương.